# Massy Tadjedin
Pour les articles homonymes, voir Massy.
Massy Tadjedin, née le 1er janvier 1978 à Téhéran, est une réalisatrice et scénariste du cinéma iranien.

## Biographie
Née à Téhéran, elle passe sa jeunesse dans le comté d'Orange (Californie) avant de s'installer à Cambridge (Massachusetts) pour y étudier la littérature anglaise à l'université Harvard.
En 2002, elle écrit le scénario pour le film Leo, du réalisateur irano-américain Mehdi Noroozian. Après avoir été scénariste du film The Jacket, elle réalise son premier long métrage en 2010, intitulé Last Night, avec Sam Worthington, Keira Knightley, Guillaume Canet et Eva Mendes.
En 2012, elle participe dans la série de courts métrages de la firme Miu Miu, Women's Tales. Le film, It's Getting Late, avec Gemma Arterton, Patricia Clarkson, Rinko Kikuchi, Aubrey Plaza et Zola Jesus, est présenté dans les Venice Days du 69e édition du Festival international du film de Venise.

## Filmographie

### Réalisatrice
- 2010 : Last Night
- 2012 : It's Getting Late - court métrage
- 2019 : Berlin, I Love You - un segment

### Scénariste
- 2002 : Leo
- 2005 : The Jacket
- 2010 : Last Night
- 2019 : Berlin, I Love You - un segment